# ليز كامباجي
ليز كامباجي (بالإنجليزية: Liz Cambage) مواليد 18 أغسطس 1991 في لندن، هي لاعبة كرة سلة أسترالية. بدأت مسيرتها الاحترافية في سنة 2007. تم اختيارها من قبل فريق تلسا شوك خلال الدرافت. تلعب في الدوري الصيني لكرة السلة للسيدات كلاعب وسط. وتحمل الرقم 1. مثلت منتخب بلادها. شاركت في دورة الألعاب الأولمبية الصيفية سنة 2012.

## المسيرة الاحترافية
لعبت مع ملبورن بومرز من سنة 2009 إلى 2012، ثم لعبت مع تلسا شوك في سنة 2012.
في 3 مارس 2023، أُعلن أنها وقعت عقدًا مع نادي كرة السلة النسائي الإسرائيلي مكابي بنات أشدود، مما يمثل أول ظهور لكاميدج في الدوري الإسرائيلي لكرة السلة بعد اللعب مع فرق في أستراليا والولايات المتحدة والصين.

## سجل المنافسة
شاركت في المنافسات التالية:
- الألعاب الأولمبية الصيفية 2012
- الألعاب الأولمبية الصيفية 2016

## الميداليات
| الميدالية | المسابقة                       |
| --------- | ------------------------------ |
| برونزية   | الألعاب الأولمبية الصيفية 2012 |

## روابط خارجية
- ليز كامباجي على موقع الاتحاد الدولي لكرة السلة (الإنجليزية)
- ليز كامباجي على موقع الاتحاد الوطني لكرة السلة النسائية (الإنجليزية)
- ليز كامباجي على موقع كرة السلة الأوروبية.كوم (الإنجليزية)
- ليز كامباجي على موقع بروبوليرز (الإنجليزية)
- ليز كامباجي على موقع سبورتس رفرنس (الإنجليزية)
- ليز كامباجي على موقع سبورتس رفرنس (الإنجليزية)
- ليز كامباجي على موقع اللجنة الأولمبية الدولية (الإنجليزية)
- ليز كامباجي على موقع أوليمبيديا (الإنجليزية)
- ليز كامباجي على موقع اللجنة الأولمبية الأسترالية (الإنجليزية)